# Obergröningen
Obergröningen este o comună din landul Baden-Württemberg, Germania.
Se află la o altitudine de 500 m deasupra nivelului mării. Are o suprafață de 5,86 km². Populația este de 447 locuitori, determinată în 30 septembrie 2019, prin actualizare statistică[*].